# Hexafluoreto de radônio
Hexafluoreto de radônio é um composto químico de fórmula RnF6. É uma molécula teórica que nunca foi sintetizada e deve ser ainda menos estável que o difluoreto de radônio RnF2, com uma geometria octaédrica.